# Arbeitsgericht Amberg
Das Arbeitsgericht Amberg war ein bayerisches Arbeitsgericht mit Sitz in Amberg.

## Geschichte
Gemäß Arbeitsgerichtsgesetz vom 23. Dezember 1926 wurden in Deutschland Arbeitsgerichte gebildet. Diese waren nur in der ersten Instanz organisatorisch selbstständige Gerichte, die Landesarbeitsgerichte waren den Landgerichten zugeordnet. Am Landgericht Amberg entstand so 1927 das Landesarbeitsgericht Amberg als eines von 23 Landesarbeitsgerichten in Bayern. In Amberg entstand das Arbeitsgericht Amberg als eines von elf Arbeitsgerichten des Landesarbeitsgerichtes. Sein Sprengel umfasste die Gerichtsbezirke der Amtsgerichte Amberg und Kastl. Es bestand eine allgemeine Kammer für Arbeiter und Angestellte und eine Kammer für das Handwerk. Daneben bestand eine Erzbergbau- und Hüttenarbeitskammer, auch für die Arbeitsgerichte Auerbach, Burglengenfeld, Sulzbach in Oberfranken und Vilseck
Bereits 1929 wurde die Zahl der Arbeitsgerichte deutlich reduziert. Das Landesarbeitsgericht Amberg wurde zum 1. Januar 1930 aufgehoben und das Arbeitsgericht Amberg kam zum Landesarbeitsgericht Nürnberg. Sein Sprengel wurde um den Sprengel der Amtsgerichte Sulzbach und Vilseck erweitert, da die Arbeitsgerichte Sulzbach und Vilseck aufgehoben wurde. Nach der Besetzung Deutschlands durch die Alliierten wurden 1945 zunächst alle Gerichte geschlossen. Die ordentlichen Gerichte wurden schon bald wieder eröffnet, während die Arbeitsgerichte zunächst nicht wieder eingerichtet wurden, so dass arbeitsgerichtliche Streitigkeiten von den ordentlichen Gerichten erledigt werden mussten. Gemäß Kontrollratsgesetz 21 vom 30. März 1946 sollten in Deutschland Arbeitsgerichte aufgebaut werden. Mit dem bayerischen Vollzugsgesetz vom 6. Dezember 1946 richtete das Staatsministerium für Arbeit und Sozialordnung am 30. Januar 1947 die Arbeitsgerichte wieder ein. Das Arbeitsgericht Amberg entstand dabei nicht neu. Stattdessen wurde eine Zweigstelle Amberg des Arbeitsgerichtes Weiden eingerichtet. Zum 1. August 1953 wurde diese aufgehoben und am 1. Februar 1954 angeordnet, dass das Arbeitsgericht Weiden Gerichtstage in Amberg halten solle.